# Fundació Santa Magdalena
La Fundació Santa Magdalena és una entitat sense ànim de lucre ubicada a Esplugues de Llobregat, dedicada a la reinserció laboral i social de persones en situació de vulnerabilitat, mitjançant projectes d'economia social i solidària. La Fundació Santa Magdalena va rebre el premi Pont d'Esplugues (2007) en la categoria de solidaritat, atorgat per l'Ajuntament d'Esplugues de Llobregat.

## Origen i trajectòria
La fundació va néixer al setembre de 1998 a iniciativa de la Parròquia de Santa Magdalena amb el suport de l'Ajuntament d'Esplugues, com a resposta a l'atur de llarga durada que afectava especialment dones i col·lectius amb dificultats per accedir al mercat laboral. Tot i que la seva constitució formal com a fundació es va fer efectiva l'any 2000, ja estava activa des del 1998 amb el nom de Fundació Reinserció i Solidaritat.
Des del seu inici, va posar en marxa tallers ocupacionals i serveis productius per generar llocs de feina i facilitar la formació i l'apoderament de les persones ateses. Entre els primers serveis, destacaven el taller de costura, el servei d'arranjaments de roba i la bugaderia. Aquests serveis es desenvolupaven inicialment al Casal parroquial de la plaça Santa Magdalena.

## Projectes
El primer projecte i el més emblemàtic de la Fundació és Sastrinyols, una iniciativa d'economia solidària que va començar incialment amb un servei d'arranjaments de roba i amb la creació i venda de productes tèxtils propis per a la llar. Posteriorment i aprofitant la cessió del local actual per part de l'Ajuntament d'Esplugues de Llobregat al gener de 2004, inicia nous projectes com: 
- Venda de roba i complements de segona mà.
- Servei de bugaderia social.
- Secció de comerç just, amb productes provinents de circuits ètics.
- Activitats educatives i de sensibilització ciutadana.

A través de Sastrinyols, la Fundació no només genera ocupació, sinó que fomenta el consum responsable i la reutilització de materials, amb una mirada centrada en la sostenibilitat social i ambiental.